# De canto y baile
De canto y baile es el vigésimo segundo álbum de estudio de la banda chilena Inti-Illimani, publicado originalmente en 1986.
Es el primer álbum de Inti-Illimani en el cual la composición de todas sus canciones son creación de los integrantes de la banda (algunas de ellas, en conjunto con otros artistas).

## Lista de canciones[3]
| N.º   | Título                       | Escritor(es)                     | Duración |  |
| 1.    | «Mi chiquita»                | Nicolás Guillén, Horacio Salinas | 5:20     |  |
| 2.    | «Dedicatoria de un libro»    | Aquiles Nazoa, Horacio Salinas   | 2:38     |  |
| 3.    | «Cantiga de la memoria rota» | Patricio Manns, Horacio Salinas  | 5:21     |  |
| 4.    | «Bailando, bailando»         | Horacio Salinas                  | 3:30     |  |
| 5.    | «Cándidos»                   | Eugenio Llona, José Seves        | 4:17     |  |
| 6.    | «El colibrí»                 | José Seves                       | 4:59     |  |
| 7.    | «El vals»                    | Horacio Salinas                  | 2:18     |  |
| 8.    | «La muerte no va conmigo»    | Patricio Manns, Horacio Salinas  | 2:15     |  |
| 9.    | «Danza di calaluna»          | Horacio Salinas                  | 4:44     |  |
| 35:25 |                              |                                  |          |  |

## Créditos
Inti-Illimani
- Max Berrú
- Jorge Coulón
- Marcelo Coulón
- Horacio Durán
- Renato Freyggang
- Horacio Salinas
- José Seves

Colaboración
- Pedro Cano: diseño de cubierta